# Comarca de Lugo
Lugo is een comarca van de Spaanse provincie Lugo, gelegen in de autonome regio Galicië. De hoofdstad is Lugo.

## Gemeenten
Castroverde, O Corgo, Friol, Guntín, Lugo, Outeiro de Rei, Portomarín en Rábade.